# Gà tuyết Tây Tạng
Tetraogallus tibetanus là một loài chim trong họ Phasianidae.